# Flughafen Puerto Madryn

i8
i11
i13
Der Flughafen Puerto Madryn (offiziell: Aeropuerto El Tehuelche) ist ein argentinischer Flughafen nahe der Stadt Puerto Madryn in der Provinz Chubut. Er wird primär für Flüge nach Buenos Aires genutzt. Auch LADE fliegt den Flughafen gelegentlich an.

## Fluggesellschaften und Flugziele
| Fluggesellschaften    | Ziele                                           |
| --------------------- | ----------------------------------------------- |
| Aerolíneas Argentinas | Buenos Aires-Jorge Newbery, Buenos Aires-Ezeiza |
| Flybondi              | Buenos Aires-Jorge Newbery, Buenos Aires-Ezeiza |
| Quellen:              |                                                 |